# Xpeng G9
XPeng G9 — розкішний позашляховик середнього розміру з живленням від батареї, виготовлений китайською компанією з виробництва електромобілів Xpeng. G9 було представлено в листопаді 2021 року під час автосалону в Гуанчжоу, а офіційний запуск у Китаї заплановано на третій квартал 2022 року. G9 — це перший продукт XPeng, який був задуманий і розроблений із самого початку як для внутрішнього китайського, так і для міжнародних ринків.

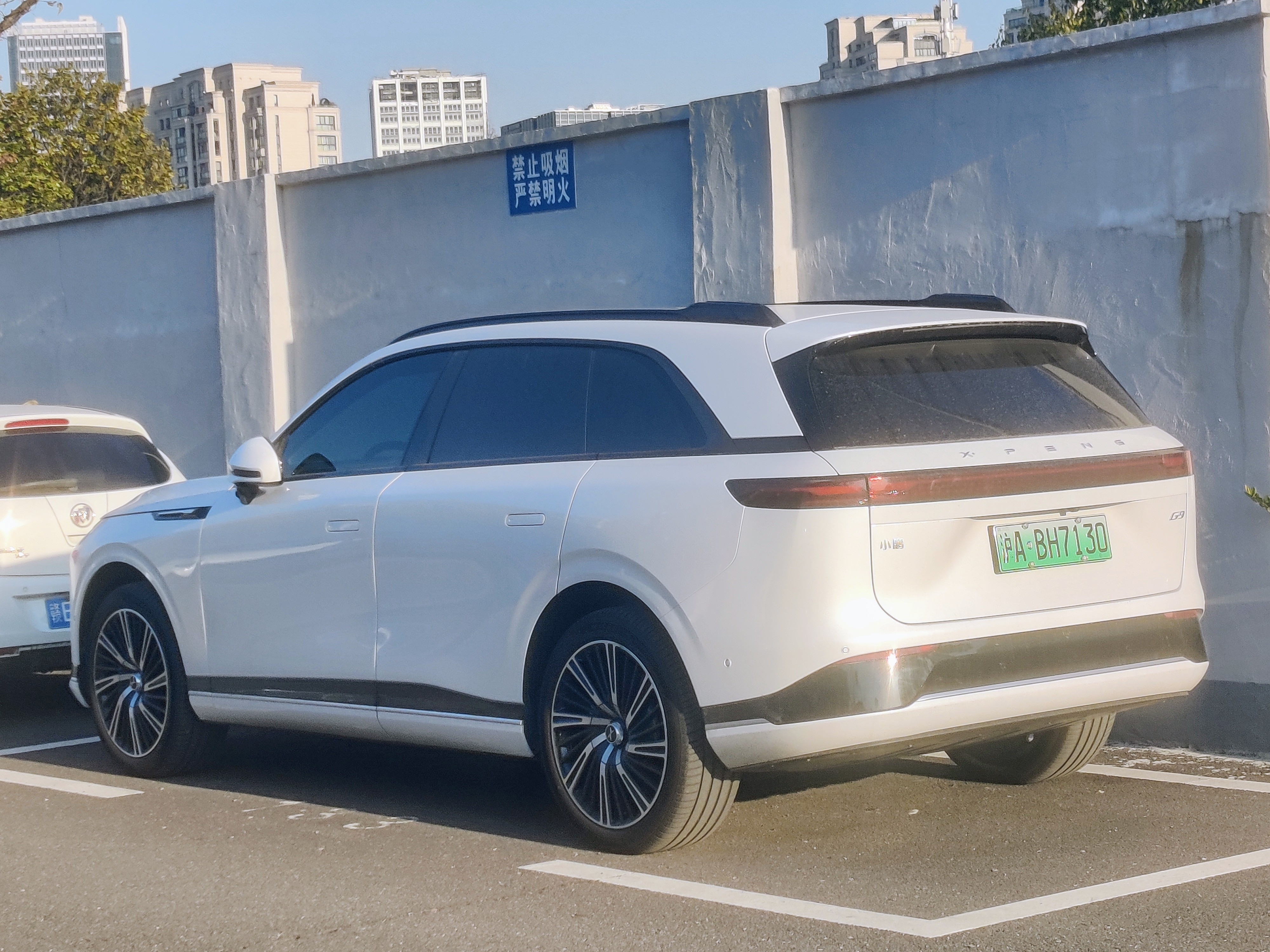
XPeng G9

## Модифікації
- 310 к.с. (RWD)
- 551 к.с. (AWD)